# Fortunato Misiano
Fortunato Misiano (Messina, 11 ottobre 1899 – Roma, 11 febbraio 1976) è stato un produttore cinematografico italiano.

## Biografia
Nato a Messina, dopo il terremoto del 1908 Misiano si trasferisce a Roma con la famiglia ed entra nel mondo del cinema prima come comparsa, poi come aiuto organizzatore delle produzioni del periodo e successivamente come direttore di produzione per conto di varie imprese cinematografiche, sino al 1945, quando fonda una propria casa di produzione e distribuzione la Ediroma poi Romana Film.
Le prime produzioni sono in associazione con Ulisse Siciliani, musicista e produttore cinematografico.
Dal 1946 al 1967 realizza quasi cento pellicole, molte di grande successo. I generi più seguiti vanno dal melodramma strappalacrime ai film storici di cappa e spada sino ai peplum degli anni cinquanta. Quasi tutti i film dell'inizio verranno girati negli studi della Titanus, per poi passare agli Stabilimenti della I.N.C.I.R. De Paolis in via Tiburtina, sempre a Roma.
I registi che lavorano con maggior frequenza nelle sue produzioni sono: Guido Brignone, Luigi Capuano, Pino Mercanti, Domenico Paolella, Umberto Lenzi e Piero Pierotti.
Muore a Roma nel 1976, lasciando la casa di distribuzione al figlio Franco Misiano.

## Filmografia
- Dove sta Zazà?, regia di Giorgio Simonelli (1947)
- Sperduti nel buio, regia di Camillo Mastrocinque (1947)
- Il barone Carlo Mazza, regia di Guido Brignone (1948)
- Monaca santa, regia di Guido Brignone (1948)
- Marechiaro, regia di Giorgio Ferroni (1949)
- Santo disonore, regia di Guido Brignone (1949)
- Il nido di falasco, regia di Guido Brignone (1950)
- Carcerato, regia di Armando Grottini (1951)
- Gli innocenti pagano, regia di Luigi Capuano (1951)
- La vendetta di una pazza, regia di Pino Mercanti (1951)
- Verginità, regia di Leonardo De Mitri (1951)
- La carovana del peccato, regia di Pino Mercanti (1952)
- Ergastolo, regia di Luigi Capuano (1952)
- Processo contro ignoti, regia di Guido Brignone (1952)
- Rimorso, regia di Armando Grottini (1952)
- Condannatelo!, regia di Luigi Capuano (1953)
- In amore si pecca in due, regia di Vittorio Cottafavi (1953)
- Il mostro dell'isola, regia di Roberto Bianchi Montero (1953)
- Desiderio 'e sole, regia di Giorgio Pàstina (1954)
- Prima di sera, regia di Piero Tellini (1954) organizzatore di produzione
- Una donna libera, regia di Vittorio Cottafavi (1954)
- Lacrime d'amore, regia di Pino Mercanti (1954)
- Lettera napoletana, regia di Giorgio Pastina (1954)
- La Luciana, regia di Domenico Gambino (1954)
- Piscatore 'e Pusilleco, regia di Giorgio Capitani (1954)
- Il tradimento di Elena Marimon, regia di Henry Calef (1954)
- Cortile, regia di Antonio Petrucci (1955)
- La rossa, regia di Luigi Capuano (1955)
- Scapricciatiello, regia di Luigi Capuano (1955)
- Una sera di maggio, regia di Giorgio Pastina (1955)
- Suonno d'ammore, regia di Sergio Corbucci (1955)
- Suor Maria, regia di Luigi Capuano (1955)
- Amaramente, regia di Luigi Capuano (1956)
- Il cavaliere dalla spada nera, regia di László Kish (1956)
- Maruzzella, regia di Luigi Capuano (1956)
- Tormento d'amore, regia di Claudio Gora (1956)
- Il conte di Matera, regia di Luigi Capuano (1957)
- Onore e sangue, regia di Luigi Capuano (1957)
- Primo applauso, regia di Pino Mercanti (1957)
- Serenata a Maria, regia di Luigi Capuano (1957)
- Carosello di canzoni, regia di Luigi Capuano (1958)
- Il cavaliere del castello maledetto, regia di Mario Costa (1958)
- Educande al Tabarin, regia di Maurice Regamey (1958)
- Ricordati di Napoli, regia di Pino Mercanti (1958)
- Il mondo dei miracoli, regia di Luigi Capuano (1959)
- La scimitarra del saraceno, regia di Piero Pierotti (1959)
- Il cavaliere dai cento volti, regia di Pino Mercanti (1960)
- Madri pericolose, regia di Domenico Paolella (1960)
- I pirati della costa, regia di Domenico Paolella (1960)
- Le signore, regia di Turi Vasile (1960)
- Il terrore dei mari, regia di Domenico Paolella (1960)
- Le avventure di Mary Reed, regia di Umberto Lenzi (1961)
- Il segreto dello Sparviero Nero, regia di Domenico Paolella (1961)
- Una spada nell'ombra, regia di Luigi Capuano (1961)
- Gli uomini vogliono vivere, regia di Léonide Moguy (1961)
- Caterina di Russia, regia di Umberto Lenzi (1962)
- Duello nella Sila, regia di Umberto Lenzi (1962)
- Gli eroi del doppio gioco, regia di Camillo Mastrocinque (1962)
- Golia e il cavaliere mascherato, regia di Piero Pierotti (1963)
- L'invincibile cavaliere mascherato, regia di Umberto Lenzi (1963)
- Sansone contro il Corsaro Nero, regia di Luigi Capuano (1963)
- Sansone contro i pirati, regia di Tanio Boccia (1963)
- Zorro contro Maciste, regia di Umberto Lenzi (1963)
- Ercole contro i tiranni di Babilonia, regia di Domenico Paolella (1964)
- Ercole contro Roma, regia di Piero Pierotti (1964)
- Golia alla conquista di Bagdad, regia di Domenico Paolella (1964)
- Sansone e il tesoro degli Incas, regia di Piero Pierotti (1964)
- A 008, operazione Sterminio, regia di Umberto Lenzi (1965)
- Il mistero dell'isola maledetta, regia di Piero Pierotti (1965)
- Superseven chiama Cairo, regia di Umberto Lenzi (1965)
- Delitto a Posillipo, regia di Renato Parravicini (1966)
- Un milione di dollari per 7 assassini, regia di Umberto Lenzi (1966)
- Le spie amano i fiori, regia di Umberto Lenzi (1966)
- Zorro il ribelle, regia di Piero Pierotti (1966)
- Assalto al tesoro di Stato, regia di P.E. Stanley (1967)
- Gungala la vergine della giungla, regia di Romano Ferrara (1967)
- Samoa, regina della giungla, regia di Guido Malatesta (1967)
- Un corpo caldo per l'inferno, regia di Franco Montemurro (1968)
- Il figlio di Aquila Nera, regia di Guido Malatesta (1968)
- Zorro alla corte d'Inghilterra, regia di Franco Montemurro (1968)
- Le calde notti di Poppea, regia di Guido Malatesta (1969)
- Tarzana sesso selvaggio, regia di Guido Malatesta (1969)
- Zorro marchese di Navarra, regia di Franco Montemurro (1969)